# Pretty in Pink (chanson)
Pour les articles homonymes, voir Pretty in Pink.
Singles de The Psychedelic Furs
Dumb Waiters
(1981) Love My Way
(1982)
Singles de The Psychedelic Furs
Here Come Cowboys
(1984) Heartbreak Beat
(1987)
Pretty in Pink est une chanson écrite, composée et interprétée par le groupe de rock britannique The Psychedelic Furs sortie en single en 1981 et extraite de l'album Talk Talk Talk.
Le groupe enregistre une nouvelle version en 1986 spécialement pour le film américain Rose bonbon réalisé par Howard Deutch et intitulé en version originale Pretty in Pink en référence à la chanson.
Pretty in Pink est citée dans l'ouvrage de référence de Robert Dimery Les 1001 chansons qu'il faut avoir écoutées dans sa vie. 

## Histoire de la chanson
Pretty in Pink est extraite de l'album Talk Talk Talk sorti en juin 1981. Le single entre dans le classement des ventes au Royaume-Uni où il culmine à la 43e place.
L'actrice américaine Molly Ringwald, qui aime beaucoup la chanson, la fait découvrir au réalisateur et scénariste John Hughes en lui suggérant de l'utiliser pour un film. Séduit par l'idée, John Hughes s'inspire de la chanson pour l'écriture du scénario du film homonyme réalisé par Howard Deutch qui sort sur les écrans en 1986 avec Molly Ringwald dans le rôle principal.
Les Psychedelic Furs enregistrent pour l'occasion une nouvelle version, avec une production plus pop où les guitares s'estompent au profit du saxophone.
Le single connaît davantage de succès que la version originale, se classant 18e au Royaume-Uni et entrant dans le Billboard Hot 100 aux États-Unis. Sans être un tube énorme, Pretty in Pink est le titre le plus connu du groupe et lui permet de toucher un public plus large, d'autant plus que le long métrage auquel la chanson est associée devient un film culte.
Cependant, Richard Butler, le chanteur des Psychedelic Furs, a déclaré qu'il existe un gros malentendu entre le film qui est un teen movie avec une fin heureuse, et l'ambiance sombre des paroles de la chanson. En effet, le scénario romantique du film n'est en rien fidèle aux paroles qui décrivent la vie d'une jeune fille prénommée Caroline qui croit trouver l'amour auprès de plusieurs garçons qui ne font en réalité que profiter d'elle. Richard Butler explique ainsi que la phrase «  Isn't she pretty in pink » (« N'est-elle pas jolie en rose ») renvoie à une image ironique de la nudité,.
Le dernier couplet où il est question d'un accident de voiture suggère une fin tragique.
Sur le disque de la bande originale du film, la chanson a une durée plus longue que sur le single (4 min 40 s au lieu de 4 min 01 s),. Elle figure avec un mixage différent dans la plupart des éditions de l'album des Psychedelic Furs Midnight to Midnight sorti en février 1987.

## Clips
Un premier clip vidéo est réalisé en 1981 où le groupe évolue dans un décor de maison aux murs et colonnes orange et rose et au carrelage noir et blanc.
En 1986, un nouveau clip, réalisé par Wayne Isham, illustre la deuxième version de la chanson, alternant des prises de vue du groupe et des extraits du film Rose bonbon.

## Classements hebdomadaires
| Classements (1981)             | Meilleure position |
| ------------------------------ | ------------------ |
| Royaume-Uni (UK Singles Chart) | 43                 |

| Classements (1986)             | Meilleure position |
| ------------------------------ | ------------------ |
| Canada (100 Singles)           | 61                 |
| États-Unis (Billboard Hot 100) | 41                 |
| Irlande (IRMA)                 | 22                 |
| Royaume-Uni (UK Singles Chart) | 18                 |

## Certifications
| Pays              | Certification | Date       | Unités certifiées |
| Royaume-Uni (BPI) | Argent        | 06/06/2025 | 200 000           |

## Reprises
Pretty in Pink a été reprise par des artistes tels que The Dresden Dolls ou The National.